# José María Plaza (militar)
José María Plaza y Moncada (8 de octubre de 1792-22 de abril de 1857) fue un militar que luchó en la Guerra de Independencia de la Argentina y en las campañas libertadoras de Chile y Perú.

## Biografía
Nació en la ciudad de Mendoza el 8 de octubre de 1792, hijo de Nicolás Plaza y Magdalena Moncada. Se sumó junto a su hermano menor Hilarión al Ejército de los Andes organizado por el general José de San Martín, y el 27 de enero de 1817 fue asignado como subteniente al Batallón N° 7. Tras el cruce de los Andes luchó en la batalla de Chacabuco. Participó de la campaña posterior de Bernardo O'Higgins combatiendo bajo el mando del general argentino Juan Gregorio Las Heras en la batalla del Cerro Gavilán, en la toma de los fuertes de Arauco y en el sitio y asalto de Talcahuano.
Se encontró también en la sorpresa de Cancha Rayada y en la batalla de Maipú. Por su actuación en la campaña fue promovido a teniente 2.º y recibió los cordones y medallas de plata acordados por los gobiernos de Chile y Buenos Aires, así como la Orden del Sol otorgada por el general San Martín y la Medalla al mérito de Chile.
Marchó en 1820 con la Expedición Libertadora del Perú al mando de San Martín, participando de la batalla de Pasco y el asalto al Callao entre otras acciones.
Concurrió a las batallas de Junín y Ayacucho al mando del Batallón de la Legión Peruana, siendo especialmente recomendado en el parte por el general Antonio José de Sucre.
Continuó prestando servicios en el ejército del Perú y por decreto de junio de 1835 fue declarado peruano de nacimiento por su contribución a la emancipación de ese país por el gobierno del general Felipe Santiago Salaverry.
Alcanzó el grado de general y como comandante general de la división del norte con acantonamiento en Piura participó de la campaña contra Simón Bolívar iniciada por el presidente del Perú general José de La Mar y tuvo una destacada participación en la Batalla del Portete de Tarqui contra las fuerzas colombianas al mando del Mariscal Sucre, batalla en la que fue tomado prisionero.
En los movimientos previos a esa jornada, el 22 de febrero de 1829 se ordenó a Plaza que se adelantara con su división. Tanto Plaza como el general argentino Mariano Necochea, al frente de los Húsares de Junín, manifestaron sus reparos a una orden que ponía a sus escasos 900 hombres aislados de la fuerza principal y al alcance de Sucre pero obedeció diciendo que "si no se tratase de mi honor, pediría licencia". Arribó a Girón en la noche del 26, a corta distancia del ejército colombiano situado en la planicie norte, procediendo a distribuir sus tropas en previsión de un ataque. Carecía de caballería y artillería y sus hombres sólo tenían la munición que llevaban en sus cartucheras. En su parte, Sucre relata que "El 24 supe que una columna con dos batallones y un escuadrón enemigo al mando del general Plaza estaban en Girón. Juzgué que sería un fuerte reconocimiento, porque no me persuadí de que se avanzara sola esta división, pero el 25 hallándome con el general Flores, examinando por Tarqui la verdad, me informaron nuestros espías, que aún permanecía aquella en Girón y su ejército en San Fernando. El 26 resolví atacarla, y nuestros cuerpos, todos se pusieron en marcha a las tres de la tarde con tres mil seiscientos hombres de combate. Al comenzar nuestro movimiento, sobrevino una fuerte lluvia, que apenas nos permitió llegar a Tarqui a las 7 de la noche. Dando un descanso a la tropa, tuve partes que la división del general Plaza estaba en el Portete de Tarqui, a tres leguas de nosotros y que el resto del ejército peruano llegaría aquella tarde a Girón. Determiné dar una acción general".
En la acción, la División Plaza (compuesta por los Batallones peruanos Ayacucho y Callao) fue previsiblemente casi diezmada por el grueso del ejército de la Gran Colombia tras una dura resistencia.

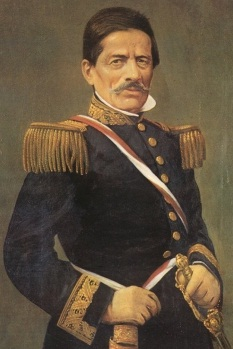
Ramón Castilla.

El gobierno peruano le reconoce 9,600 pesos como deuda en 1828 y en 1829 se le hace entrega por dicha cantidad la hacienda "Mari-Núñez" con 100 fanegadas, la hacienda "Talla" de 291 fanegadas y otros terrenos en los alrededores de Guadalupe.
Se afincó en El Callao, donde se desempeñó desde marzo de 1857 como gobernador y Prefecto.
Durante la presidencia de Ramón Castilla, a raíz de la aprobación de la Constitución de 1856 se produjo un levantamiento de Manuel Ignacio de Vivanco con el apoyo de la Marina, que dio lugar a la guerra civil. Tras fracasar en el sitio de Lima, Vivanco se dirigió al norte hasta Piura. Al movilizarse Castilla a ese punto, Vivanco volvió sobre sus pasos para sitiar la desguarnecida plaza de El Callao.

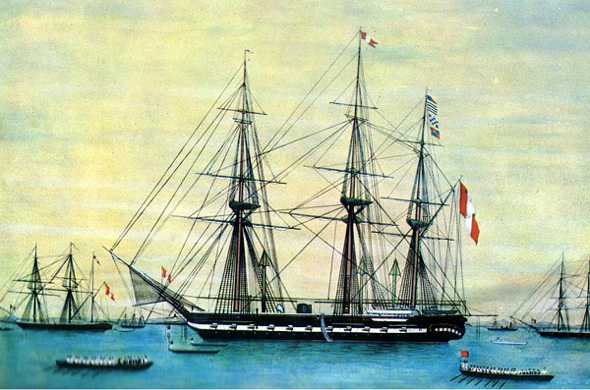
Fragata BAP Apurímac.

El 20 de abril de 1857 aparecieron las fuerzas de Vivanco frente a la plaza, sólo resguardada por un batallón de la Guardia Nacional. La flota estaba encabezada por la fragata insignia Apurímac y las naves Tumbes y Loa.
Resuelto a sostener el estado de derecho, ante la falta de refuerzos Plaza movilizó, organizó y armó precariamente columnas de artesanos, trabajadores portuarios, estudiantes y ciudadanos en general.
En la madrugada entre el 21 y el 22 de abril de 1857 se produjo el ataque. Cerca de 700 hombres desembarcaron en la desembocadura del río Rímac al mando del general José Antonio Vigil y los coroneles Manuel Vargas Machuca, Manuel Lopera y José Santos Rodríguez. En la dura lucha que siguió José María Plaza fue muerto en combate. Poco después arribaron finalmente los refuerzos que solicitara a Lima al general Manuel Diez Canseco, siendo vencidos los atacantes. En reconocimiento por la defensa efectuada por el pueblo del Callao encabezado por Plaza, la Convención Nacional le dio el título de Provincia Constitucional. Murió seis meses antes de cumplir los 65 años, su cuerpo fue sepultado en el Cementerio Presbítero Matías Maestro, de Lima, donde descansa hasta el día de hoy.